# Pelourinho de Percelada

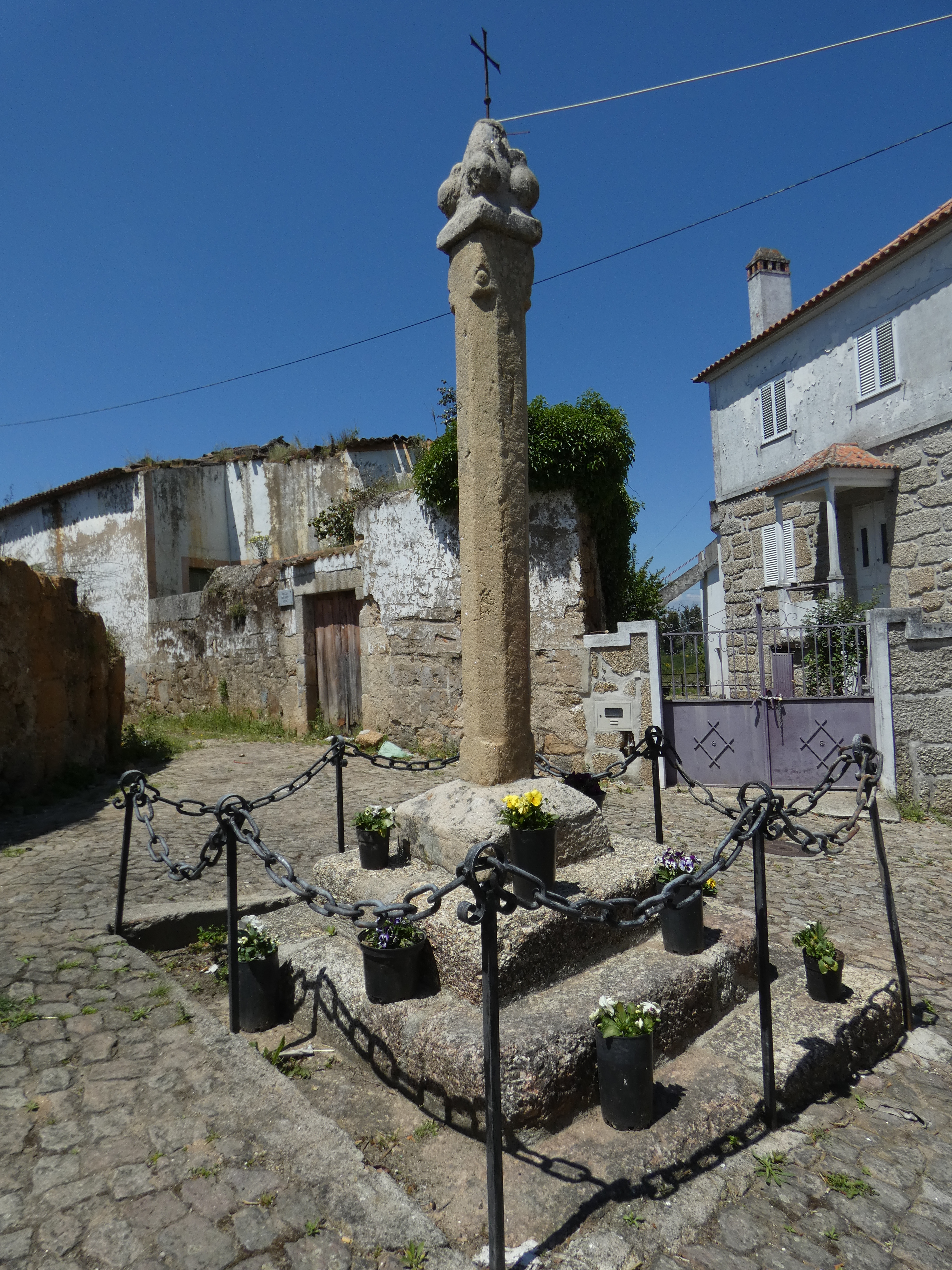
Pelourinho de Percelada

O Pelourinho de Percelada é um pelourinho situado em Percelada, na atual freguesia de Covas e Vila Nova de Oliveirinha, no município de Tábua, distrito de Coimbra, em Portugal.
Está classificado como Imóvel de Interesse Público desde 1933.

## Localização
- Divisão Administrativa: Coimbra / Tábua / Covas e Vila Nova de Oliveirinha
- Endereço / Local: Largo do Pelourinho, Percelada, Covas

## Descrições
Percelada, ou Perselada (de Pedra Selada), é uma vila muito antiga, que foi pertença do cenóbio de Santa Cruz de Coimbra, e mais tarde da Universidade da cidade. Não se lhe conhece foral, nem dado pelos seus donatários nem pela Coroa, e nem sequer foral manuelino, da época em que tantas localidades receberam ou viram renovado o seu estatuto municipal. É possível que tivesse sido incluída no foral de Lagos da Beira, precisamente outorgado por D. Manuel, em 1514. Certo é que a localidade possui pelourinho, de clara tipologia manuelina, embora de concepção muito singela. O concelho foi extinto em 1836, e Percelada é actualmente uma povoação da freguesia de Covas, município de Tábua. 
O pelourinho ergue-se num pequeno largo, sobre soco de três degraus quadrangulares de aresta, muito desgastados, o térreo quase totalmente embebido no pavimento, encimados por um terceiro fazendo as vezes de base da coluna. Este encaixa num orifício do plinto, que tem face superior rampante. O fuste é liso, de secção quadrangular, com ângulos moldurados em meia-cana até perto do topo, onde retoma a planta quadrada, ao modo de capitel cúbico. Possui pequenos botões cantonais côncavos sobre o término das chanfraduras, como único elemento decorativo. A coluna, ou o seu arremedo de capitel, é encimada por um ábaco quadrado, saliente, que faz de tabuleiro de onde arranca o remate. O remate é um cone de superfície lisa, ornado com quatro saliências, ou incipientes cogulhos, em forma de pêra, alinhadas com os ângulos da coluna. No topo do cone, ligeiramente truncado, está cravada a longa haste de uma cruz latina em ferro, com braços ligeiramente pateados nas extremidades.